# Laura Krumböck
Laura Krumböck (* 14. September 1999) ist eine österreichische Fußballspielerin auf der Position einer Stürmerin, die seit der Saison 2019/20 beim österreichischen Bundesligisten FK Austria Wien spielt. Der Klub trat zuletzt bis Saisonende 2020/21 als SG Austria Wien/USC Landhaus in Erscheinung und agiert erst seit der Spielzeit 2021/22 als alleinige Frauenmannschaft des FK Austria Wien.

## Vereinskarriere

### Karrierebeginn in Würmla und St. Pölten
Laura Krumböck wurde am 14. September 1999 geboren, wuchs in Kapelln auf und begann ihre Vereinskarriere als Fußballspielerin im Alter von vier Jahren beim SV Würmla, bei dem sie im Mai 2004 erstmals angemeldet wurde. Ihr Vater Manfred „Didi“ Krumböck (* 1968) gilt als Urgestein des SV Würmla und auch ihr Großvater Peter Rein (* 1943) war ein erfolgreicher Stürmer des niederösterreichischen Amateurklubs. Der Großvater etwa führt mit 105 Treffern noch heute die ewige Torschützenliste des Vereins an. In den folgenden zehn Jahren durchlief sie beim Verein sämtliche Spielklassen und wurde ab dem Jahr 2011 auf Kooperationsbasis auch beim SKN St. Pölten eingesetzt, für den sie in verschiedenen Altersgruppen unter anderem in der Jugendhauptgruppe (JHG) West/Mitte in gemischten Mannschaften in Erscheinung trat. Ein Teamkollege in dieser Zeit waren unter anderem der spätere Profispieler Emanuel Aiwu. Im Rahmen der sogenannten EVN Girls’ Days nahm sie in dieser Zeit immer wieder auch am Spielbetrieb reiner Mädchenmannschaften teil und war auch Mitglied einer U-14-Mädchenauswahl, mit der sie an der Bundesländer-Nachwuchsmeisterschaft teilnahm. Während ihrer U-14-Zeit spielte sie allerdings auch weiterhin in Jungenmannschaften mit und hierbei an der Seite späterer Profis wie Osman Paşa Zorlu oder Berkay Tanir.
In ihrer Jugend konnte sie verschiedene Meistertitel gewinnen und besuchte in dieser Zeit unter anderem auch das Landesverbandsausbildungszentrum (LAZ) St. Pölten. 2012/13 konnte sie mit der U-14-Auswahl Niederösterreichs überlegen die Bundesländer-Nachwuchsmeisterschaft gewinnen; 2013/14 reichte es nur für einen dritten Platz. An der Seite späterer Profispieler wie Mario Vucenovic nahm sie ab der Spielzeit 2013/14 auch am Spielbetrieb der U-15-Mannschaft der Jungen teil und agierte dabei zumeist sogar als Stammspielerin. Als überlegener Meister schloss die Mannschaft die Spieljahre 2013 und 2014 ab, ehe Krumböck in der Folgezeit langsam in den Erwachsenenfußball eingeführt wurde. Mit 14 Jahren hatte sie noch eine Ausnahmegenehmigung erhalten, um in der U-15-Mannschaft der Burschen zu spielen, da sie zu dieser Zeit noch zu jung für die Bundesligamannschaft der Frauen war. Weiters war Krumböck während ihrer U-15-Zeit Mannschaftskapitänin der U-15-Niederösterreich-Auswahl. Ihrer Schulbildung erhielt sie ab dieser Zeit am Sportgymnasium St. Pölten, dessen Internat sie ab September 2013 besuchte und nebenbei am sich ebenfalls in St. Pölten befindenden Nationalen Zentrum für Frauenfußball trainierte.

### Durchbruch in den Erwachsenenfußball
Ihr Debüt im Erwachsenenbereich gab die damals 14-Jährige am ersten Spieltag der Saison 2014/15 für die zweite Mannschaft des FSK St. Pölten in der 2. Liga Ost/Süd, als sie bei einem 4:1-Auswärtssieg über den DFC Leoben in der 57. Spielminute für Pia Zimmer eingewechselt wurde. Zum ersten Torerfolg kam sie bei ihrem fünften Meisterschaftseinsatz, einem 14:0-Kantersieg auswärts gegen die SG Feldkirchen/Magdalensberg, am 28. September 2014. Nachdem sie danach einige Spiele verpasst hatte, kam sie zwischen Ende Oktober und Anfang November noch in drei Meisterschaftspartien zum Einsatz und erzielte hierbei sechs weitere Treffer. Im Frühjahr 2015, in dem sie auch einige Spiele verpasste, wurde Krumböck bereits öfter als Stammkraft eingesetzt und konnte wieder zahlreiche Treffer beisteuern. Bemerkenswert in diesem Jahr waren unter anderem die beiden Spiele gegen die zweite Mannschaft des SK Sturm Graz, die St. Pölten jeweils mit 4:1 gewann und bei denen Krumböck alle acht Tore ihrer Mannschaft erzielte. Im Endklassement schaffte es der FSK St. Pölten II auf den dritten Tabellenplatz. Krumböck hatte es dabei auf Einsätze in 15 von 20 möglich gewesenen Ligaspielen gebracht und dabei 19 Tore erzielt, womit sie die beste Torschützin ihrer Mannschaft und hinter Anna Malle von den Carinthians Soccer Women auch die zweiterfolgreichste Torschützin in der Liga war.

### Bundesligadebüt 2015
15-jährig debütierte Krumböck am 8. August 2015 in der ÖFB Frauen-Bundesliga, nachdem sie kurz davor zum SKV Altenmarkt gewechselt war. Von Beginn an konnte sie sich bei den Niederösterreicherinnen als Stammspielerin einbringen, konnte aber bei weitem nicht an die Torgefährlichkeit der vorangegangenen Saison anschließen, was vor allem dadurch geschuldet war, dass sie von Andreas Radakovits, dem Trainer der Altenmarkterinnen, als Mittelfeldspielerin und nicht als Stürmerin eingesetzt wurde. Zu ihrem ersten Torerfolg kam die mittlerweile 16-Jährige in der neunten Meisterschaftsrunde gegen die Carinthians Spittal/Drau, die ein Jahr zuvor noch als Carinthians Soccer Women angetreten waren. Beim 11:0-Auswärtssieg kam sie zur Halbzeit ins Spiel und erzielte in weiterer Folge einen Hattrick. In die Rückrunde im Frühjahr 2016 startete Krumböck erst Ende April und verpasste davor einige Meisterschaftsspiele. Ihre drei Tore gegen die Kärntnerinnen blieben ihre einzigen Pflichtspieltreffer in dieser Saison; im Endklassement brachte sie es mit dem SKV Altenmarkt auf den fünften Tabellenplatz und wechselte daraufhin zurück nach St. Pölten. Des Weiteren absolvierte sie in dieser Spielzeit ein Ligaspiel für die zweite Mannschaft des SKV Altenmarkt mit Spielbetrieb in der 2. Liga Ost/Süd.

### Rückkehr nach St. Pölten
Zurück in der niederösterreichischen Landeshauptstadt war der FSK St. Pölten mittlerweile im Juni 2016 als Frauenfußballabteilung in den SKN St. Pölten eingegliedert worden. Außerdem wurde eine Kooperation der beiden Vereine vereinbart. Beim amtierenden österreichischen Meister wurde sie daraufhin abwechselnd in der ersten und der zweiten Mannschaft eingesetzt. Die Bundesligamannschaft wurde in dieser Zeit von ihrer Teamkollegin Fanny Vágó als Spielertrainerin geleitet; ein ähnliches Bild zeigte sich bei der zweiten Mannschaft, die in dieser Zeit von Alexandra Bíróová als Spielertrainerin betreut wurde. In St. Pölten wurde sie auch wieder als Angriffsspielerin eingesetzt und kam bei zehn Einsätzen für das zweite Team in der 2. Liga Ost/Süd auf zehn Treffer. Mit der Mannschaft belegte sie am Saisonende den ersten Tabellenplatz, wurde Meister, durfte aber, weil die erste Mannschaft in der Bundesliga vertreten war, nicht an der Relegation um den Aufstieg in die höchste Spielklasse des Landes teilnehmen, sondern musste hierbei dem Zweitplatzierten, dem ASK Erlaa, den Vortritt lassen. Auch mit der Bundesligamannschaft gelang ihr in dieser Saison der Meistertitel; zum wiederholten Mal blieb die Mannschaft ungeschlagen. Krumböck war in zwölf von 18 möglichen Spielen im Einsatz und kam auf vier Treffer. Außerdem sicherte sie sich mit dem Team in dieser Saison den österreichischen Fußballpokal, nachdem die Mannschaft im Finale den NÖSV Neulengbach überlegen mit 5:0 bezwungen hatte. Laura Krumböck war in allen fünf Pokalspielen im Einsatz gewesen und hatte insgesamt vier Tore erzielt, womit sie hinter Mateja Zver und Viktoria Pinther die drittbeste Torschützin der St. Pöltnerinnen war. Weiters verzeichnete sie in dieser Saison ihren ersten Kurzeinsatz in der UEFA Women’s Champions League.
Auch in der darauffolgenden Spielzeit war St. Pölten das mit Abstand erfolgreichste Frauenfußballteam Österreichs. Mit 17 Siegen aus 18 Meisterschaftsspielen und über die gesamte Saison verteilt lediglich drei Gegentreffern wurde der SKN St. Pölten erneut österreichischer Meister und ebenso deutlich auch wieder österreichischer Pokalsieger 2017/18. Verletzungsbedingt verpasste Krumböck einen Großteil der Saison und wurde nur in drei Liga- und einem Pokalspiel der ersten Mannschaft sowie in zwei Meisterschaftspartien der zweiten Mannschaft eingesetzt. Mit der zweiten Mannschaft schaffte sie die Titelverteidigung nicht und rangierte am Ende nur auf einem Platz im Tabellenmittelfeld. Zum Teil noch immer ihrer langwierigen Knieverletzung geschuldet stieg die Offensivspielerin erst im Frühjahr 2019 wieder in den aktiven Fußballsport ein, nachdem sie, bis auf einen Kurzeinsatz im zweiten Team, eineinhalb Jahre kein Pflichtspiel mehr absolviert hatte. Von Fanny Vágó wurde sie jedoch auch 2018/19 weitestgehend geschont, sodass sie selten länger als eine halbe Stunde am Platz stand. Um zumindest etwas mehr Spielpraxis zu sammeln, kam sie unter Celia Liese Brancão-Ribeiro in einigen Spielen der zweiten Mannschaft in der 2. Liga Ost/Süd zum Einsatz. Bei der erfolgreichen Titelverteidigung, als St. Pölten erneut ungeschlagen österreichischer Meister wurde, war Krumböck nur in acht Spielen eingesetzt worden und hatte dabei einen Treffer beigesteuert. Auch im ÖFB Ladies Cup 2018/19 konnten sich die St. Pöltnerinnen ein weiteres Mal den Titel sichern; die noch angeschlagene Krumböck kam in drei Partien als Ersatzkraft auf das Spielfeld. Des Weiteren absolvierte sie vier Spiele für die zweite Mannschaft, kam dabei fünf Mal zum Torerfolg und beendete die Meisterschaft mit dem Team auf dem dritten Tabellenplatz, nachdem die Mannschaft bis zum Saisonende in den Titelkampf verwickelt war.

### Wechsel zur Austria
Noch in der Sommerpause vor Beginn der Saison 2019/20 wechselte Krumböck zur neu gegründeten Spielgemeinschaft zwischen dem FK Austria Wien und dem USC Landhaus, die in dieser Spielzeit unter dem Namen SG Austria Wien/USC Landhaus an den Start ging. Erst kurz davor hatte sie am St. Pöltener Sportgymnasium maturiert. Bis die Saison aufgrund der COVID-19-Pandemie im April 2020 ohne Wertung abgebrochen worden war, hatte es die Offensivakteurin auf sieben von neun möglichen Meisterschaftseinsätzen gebracht und dabei ein Tor erzielt. Bei Saisonabbruch rangierte die Spielgemeinschaft auf dem dritten Tabellenplatz. Im Cup war die Mannschaft 2019/20 bereits frühzeitig gegen den SKN St. Pölten ausgeschieden; Krumböck war in beiden Partien ihrer Mannschaft im Einsatz gewesen. Nach einem Praktikum im Amt der NÖ Landesregierung im Sommer 2020 begann Krumböck parallel zu ihrer Sportlaufbahn ein Studium im Bereich Sport- und Eventmanagement mit dem Studiengang Bachelor of Science Sport- & Eventmanagement an der Privatuniversität Schloss Seeburg. Weiters arbeitete sie im Sommer 2020 zusammen mit ihrer gleichaltrigen Teamkollegin Besijana Pireci als Trainerin beim im Sportcenter Donaucity in Wien abgehaltenen Trainingscamp Be The One.
Gleich von Saisonbeginn 2020/21 an wurde sie von ihrem Trainer Johannes Spilka als Stammkraft in der Offensive eingesetzt. Drei Meisterschaftsspiele dauerte es bis Krumböck ihr erstes Tor erzielte; rasch fand sie daraufhin zu alter Stärke und war am Saisonende hinter Karina Bauer sogar die zweiterfolgreichste Torschützin im Kader der Austria. In der Torschützenliste der Bundesliga belegte sie in dieser Saison mit zwölf Treffern bei 16 Meisterschaftseinsätzen den fünften Platz. Nachdem sie sich in der Winterpause einer weiteren Knieoperation unterzogen hatte, nahm ihre Torgefährlichkeit auch im Frühjahr nicht ab. Im Endklassement rangierte sie mit Austria Wien mit 13 Punkten Rückstand auf den abermals überlegenen Meister SKN St. Pölten auf dem zweiten Tabellenplatz. Der Fußballpokal 2020/21 fand aufgrund der COVID-19-Pandemie nicht statt. Als Stammspielerin startete sie auch in die Spielzeit 2021/22, in der sie es bis zur Winterpause auf acht Tore in neun Meisterschaftsspielen gebracht hatte und damit in der Torschützenliste aktuell (Stand: 27. Jänner 2022) auf dem dritten Platz rangiert.

## Nationalmannschaftskarriere
Mit 14 Jahren debütierte Krumböck im Februar 2014 bei einem Turnier in Portugal in der österreichischen U-17-Nationalmannschaft. Dabei kam sie in zwei Spielen gegen die Niederlande und einem Spiel gegen Norwegen zum Einsatz. Bei ihrem vierten Länderspieleinsatz, einem 4:0-Erfolg über die Alterskolleginnen aus Bosnien und Herzegowina in Graz, erzielte sie ihr erstes Länderspieltor. In ihrem Profil auf der offiziellen Webpräsenz des ÖFB werden erst ab August 2014 ihre U-17-Länderspieleinsätze aufgelistet. Während dieser Zeit gehörte sie bereits zum Stammaufgebot der U-17-Juniorinnen. So nahm sie etwa Ende August und Anfang September 2014 an einem sogenannten UEFA Development Tournament in Enzesfeld-Lindabrunn teil, das die Österreicherinnen für sich entschieden. Im Oktober bestritt sie mit der Mannschaft drei Spiele anlässlich der Qualifikation zur U-17-Europameisterschaft 2015. Dabei konnte sie sich in den beiden Spielen gegen Nordirland und die Ukraine als Torschützen eintragen. Als Sieger der Gruppe 5 stieg Österreich daraufhin in die Eliterunde der Qualifikation auf. Nach der Saisonvorbereitung bestritt sie im April 2015 auch alle drei Partien der Eliterunde, wobei sie gegen Norwegen auch ein Tor erzielte, konnte sich mit den Österreicherinnen allerdings nicht gegen die Konkurrenz durchsetzen und schied mit der Mannschaft als Dritter der Gruppe 5 aus, ohne sich für die EM-Endrunde zu qualifizieren.
Nach einem weiteren Freundschaftsspiel im Mai absolvierte die mittlerweile 16-Jährige im Oktober 2015 die drei Qualifikationsspiele des Grunddurchgangs der Qualifikation zur U-17-Europameisterschaft 2016, blieb dabei jedoch torlos und schaffte es mit den Österreicherinnen abermals als Gruppensieger in die nachfolgende Eliterunde der Qualifikation. Nachdem sie erneut bereits an der Saisonvorbereitung teilgenommen hatte, kam Krumböck im März 2016 auch noch in allen drei Qualispielen in der Eliterunde zum Einsatz, erzielte Tore gegen Russland und die Schweiz, scheiterte jedoch abermals an der Qualifikation zur Endrunde der Europameisterschaft. Danach dürfte sie nicht mehr für die U-17-Mannschaft zum Einsatz gekommen sein, sondern war spätestens ab Juni 2016 bereits für die österreichischen U-19-Nationalmannschaft im Einsatz. Parallel zur U-17 hatte sie etwa 2015 auch einige Spiele für die U-16-Auswahl Österreichs absolviert. Nach einer Reihe von Einsätzen in freundschaftlichen Länderspielen wurde Krumböck im Oktober 2016 von Irene Fuhrmann im Grunddurchgang der Qualifikation zur U-19-Europameisterschaft 2017 eingesetzt, scheiterte mit Österreich jedoch als Gruppenzweiter am Weiterkommen in die Eliterunde der Qualifikation. In der Folgezeit kam Krumböck nur selten zu Einsätzen für die U-19-Juniorinnen, war aber im Aufgebot, als Österreich die Eliterunde der Qualifikation zur U-19-Europameisterschaft 2019 bestritt. Abermals verpasste sie mit ihrem Team die Qualifikation für die Endrunde.
2021 wurde die damals 21-Jährige von der nunmehrigen Trainerin der A-Nationalmannschaft auf Abruf in ebendiese berufen. Bereits 2017 hatte es die damals 17-Jährige erstmals in das Aufgebot der österreichischen Fußballnationalmannschaft geschafft, war jedoch nicht eingesetzt worden.

## Erfolge

### Vereinserfolge
mit dem SKN St. Pölten II
- Meister der 2. Liga Ost/Süd: 2016/17

mit dem SKN St. Pölten
- Meister der ÖFB Frauen-Bundesliga: 2016/17, 2017/18 und 2018/19
- Sieger des ÖFB Ladies Cup: 2016/17, 2017/18 und 2018/19

mit dem FK Austria Wien
- Vizemeister der ÖFB Frauen-Bundesliga: 2020/21